# 1388
Cette page concerne l'année 1388  du calendrier julien. Pour l'année 1388 av. J.-C., voir 1388 av. J.-C.
L'année 1388 est une année bissextile qui commence un mercredi.

## Événements

### Asie
- Mai : les troupes mongoles du grand khan Togustemur sont écrasées par une armée chinoise des Ming sur le Buyur Nor[1]. Karakorum est rasée. Togustemur est assassiné peu après. La Mongolie sombre dans l’anarchie[2].
- 18 septembre[3] : mort du sultan de Delhi Fîrûz Shâh Tughlûq. Son petit-fils Tughluq Khan lui succède.

- Tamerlan, maître de l’Asie centrale et de l’Iran, se fait proclamer sultan musulman et commence la conquête de la Syrie et de la Turquie[2].

### Europe
- 3 février : ouverture du Merciless Parliament[4]. Richard II d'Angleterre doit s’humilier devant la noblesse menée par son oncle Thomas de Woodstock.
- 16 février : Margrethe de Danemark obtient du sénat de Norvège le titre de régente. Elle fait écarter son neveu Albrecht de Mecklembourg pressenti pour accéder au trône de Norvège au profit d'Éric de Poméranie[5].
- 29 février : la dynastie des Piast de Cujavie s’éteint à la mort de Ladislas le Blanc à Dijon[6].
- 22 mars : la noblesse de Suède décerne à Margrethe le titre de « dame et maîtresse » de Suède à Åsle (Västergötland)[7].
- 29 mars : alliance entre Jean Galéas Visconti et la république de Venise contre Francesco da Carrara[8].
- 9 avril : défaite des Habsbourg à la bataille de Näfels contre les Suisses[9].
- 21 mai : l'Université de Cologne est fondée par le Conseil municipal et les bourgeois[10].
- Mai : reddition de la garnison catalane de l'Acropole d'Athènes[11]. Nerio Ier Acciaiuoli devient duc d’Athènes. À sa mort en 1394, le duché d'Athènes passe aux mains des Vénitiens (fin en 1402).
- 29 juin : Francesco da Carrara renonce à la seigneurie de Padoue en faveur de son fils Francesco II mais garde Trévise. Le même jour, Jean Galéas Visconti lui déclare la guerre[12].
- 22 juillet : ratification du traité de Bayonne entre la Castille et l'Angleterre[13]. Jean de Gand renonce à ses prétentions dynastiques sur la péninsule ibérique. Sa fille Catherine de Lancastre épouse l'infant Henri, qui obtient le titre de prince des Asturies, réservé depuis lors aux héritiers du trône d’Espagne.
- 18 août : trêve publiée à Blaye entre la France et l'Angleterre pour la Guyenne pour la période entre le 26 août et le 16 mars 1389[14].
- 19 août : Robert Stuart repousse les Anglais d’Écosse à la bataille d'Otterburn[15].
- 23 août : le comté de Wurtemberg triomphe des ambitions des villes de Souabe révoltés contre l’empereur à la bataille de Döffingen, dans le sud de l’Allemagne[16].
- 27 août : bataille de Plochnik. L’alliance en été du prince Lazare de Serbie, petit-fils de Douchan, et du roi Tvrtko de Bosnie, permet de remporter quelque victoires sur les Ottomans. Les Bulgares, les Albanais et les Valaques rejoignent la coalition[17].
- Août - octobre[18] : le pape Urbain VI entreprend de se rendre maître du royaume de Naples comme dévolu au Saint-Siège par l'excommunication de Charles III mais est repoussé à deux reprises[19].
- 28 septembre : à la suite de la succession sans héritier naturel de la reine Jeanne d'Anjou et à la guerre de l'union d'Aix, la Provence orientale - rive gauche du Var - se constitue en Nouvelles terre de Provence et s'inféode à la maison de Savoie. C'est la dédition de Nice à la Savoie[20]. Jean Grimaldi de Beuil place ses fiefs sous la suzeraineté d'Amédée VII de Savoie.
- 1er novembre : Charles VI de France fête la Toussaint à Reims, où il s'est arrêté au retour d'une expédition contre le duc de Gueldre, allié des Anglais[21].
- 3 novembre : majorité de Charles VI de France[22]. Une grande assemblée du Conseil du roi se tient au palais épiscopal de Reims. Le cardinal de Laon, ancien conseiller de Charles V, approuvé par l'archevêque de Reims et les chefs de guerre présents, estime que la régence des oncles du roi, de plus en plus impopulaire, a assez duré, et que le jeune souverain, qui aura vingt ans un mois plus tard, doit désormais gouverner lui-même. La décision est prise. Pour clore la séance, Charles VI prend la parole pour remercier ses chers oncles « des peines et travaux qu'ils avaient eus de sa personne et des affaires du royaume. Une manière polie, mais ferme, de les congédier. Les ducs de Bourgogne et de Berry doivent s'incliner. Début du gouvernement des Marmousets en France, pour la plupart ex-ministres de Charles V : Clisson, Bureau de la Rivière, Jean Le Mercier (finances), Jean de Montaigu, Nicole du Bosc, évêque de Bayeux (Président de la chambre des comptes), Pierre « le bègue » de Villaines.
- 23 novembre : Francesco II da Carrara livre Padoue à Jean Galéas Visconti[23].
- 12 décembre : Venise met la main sur Nauplie en Grèce[24].
- 28 décembre : Francesco da Carrara livre Trévise à Jean Galéas Visconti[23].